# Herb gminy Krzynowłoga Mała
Herb gminy Krzynowłoga Mała – jeden z symboli gminy Krzynowłoga Mała, ustanowiony 3 lipca 2010.

## Wygląd i symbolika
Herb przedstawia na tarczy koloru błękitnego z lewej strony pół srebrnej podkowy z dwoma krzyżami (jednym srebrnym i jednym złotym – herb Dąbrowa), natomiast z prawej strony złoty liść, nawiązujący do dawnej krzynicy.